# Liste der Rijksmonumente in Aagtekerke
Im niederländischen Ort Aagtekerke gibt es 16 Einträge im Monumentenregister:
| Objekt                                       | Typ?                       | Baujahr             | Architekt | Adresse                     | Koordinaten?                | Nr.?   | Bild                                       |
| -------------------------------------------- | -------------------------- | ------------------- | --------- | --------------------------- | --------------------------- | ------ | ------------------------------------------ |
| Sint Jan ten Heere                           | Bauernhof                  |                     |           | Prelaatweg 84               | 51° 32′ 19″ N, 3° 29′ 8″ O  | 13206  |                                            |
| Veldberg bei Hazenberg.                      | Wall                       |                     |           | Prelaatweg bei 13           | 51° 32′ 4″ N, 3° 29′ 12″ O  | 13208  |                                            |
| Vliedberg bei St. Jan ten Heere.             | Wall                       |                     |           | Hereweg bei 2               | 51° 32′ 33″ N, 3° 29′ 12″ O | 13209  |                                            |
| Pfarrhaus                                    | Wohngebäude                |                     |           | Dorpsplein 21               | 51° 32′ 47″ N, 3° 30′ 36″ O | 28104  |                                            |
| Niederländisch-evangelische Kirche           | (Teil einer) Kirche        |                     |           | Dorpsplein 4                | 51° 28′ 57″ N, 3° 33′ 15″ O | 28105  | Niederländisch-reformierte Kirche          |
| Turm der Niederländisch-evangelischen Kirche | (Teil einer) Kirche        |                     |           | Dorpsplein 6                | 51° 32′ 48″ N, 3° 30′ 36″ O | 28106  | Turm der Niederländisch-reformierte Kirche |
| Einzelhaus mit Satteldach.                   | Wohngebäude                |                     |           | Bergwegje 2                 | 51° 33′ 1″ N, 3° 30′ 35″ O  | 28107  |                                            |
| Mühle von Aagtekerke                         | Industrie- und Poldermühle | 1801                |           | Molenweg 3                  | 51° 32′ 39″ N, 3° 30′ 36″ O | 28108  | Mühle von Aagtekerke                       |
| Bauernhof mit Wohngebäude.                   | Bauernhof                  |                     |           | Kloosterweg 4               | 51° 32′ 43″ N, 3° 31′ 5″ O  | 28109  |                                            |
| Hof Hazenberg                                | Bauernhof                  |                     |           | Prelaatweg 81               | 51° 32′ 17″ N, 3° 29′ 16″ O | 28110  |                                            |
| Vliedberg                                    | Bodendenkmal               | ca. 13. Jahrhundert |           | St. Jan ten Heere (Hereweg) | 51° 32′ 32″ N, 3° 29′ 6″ O  | 45687  | Fluchthügel bei Hochwasser                 |
| Vliedberg                                    | Bodendenkmal               | ca. 13. Jahrhundert |           | Hazenberg (Prelaatweg)      | 51° 32′ 5″ N, 3° 29′ 2″ O   | 45688  | Vliedberg Prelaatweg                       |
| Bauernwohnung                                | Wohngebäude                | 1910                |           | Roosjesweg 8                | 51° 33′ 10″ N, 3° 30′ 38″ O | 508356 |                                            |
| Scheune mit einem Backhaus.                  | Bauernhof                  | 1910                |           | Roosjesweg 8                | 51° 33′ 10″ N, 3° 30′ 38″ O | 508357 |                                            |
| Scheune mit einem Backhaus.                  | Bauernhof                  | 1910                |           | Roosjesweg 8                | 51° 33′ 10″ N, 3° 30′ 38″ O | 508358 |                                            |
| Pferch                                       | Bauernhof                  | 1910                |           | Roosjesweg 8                | 51° 33′ 10″ N, 3° 30′ 38″ O | 508359 |                                            |